# James L. Day

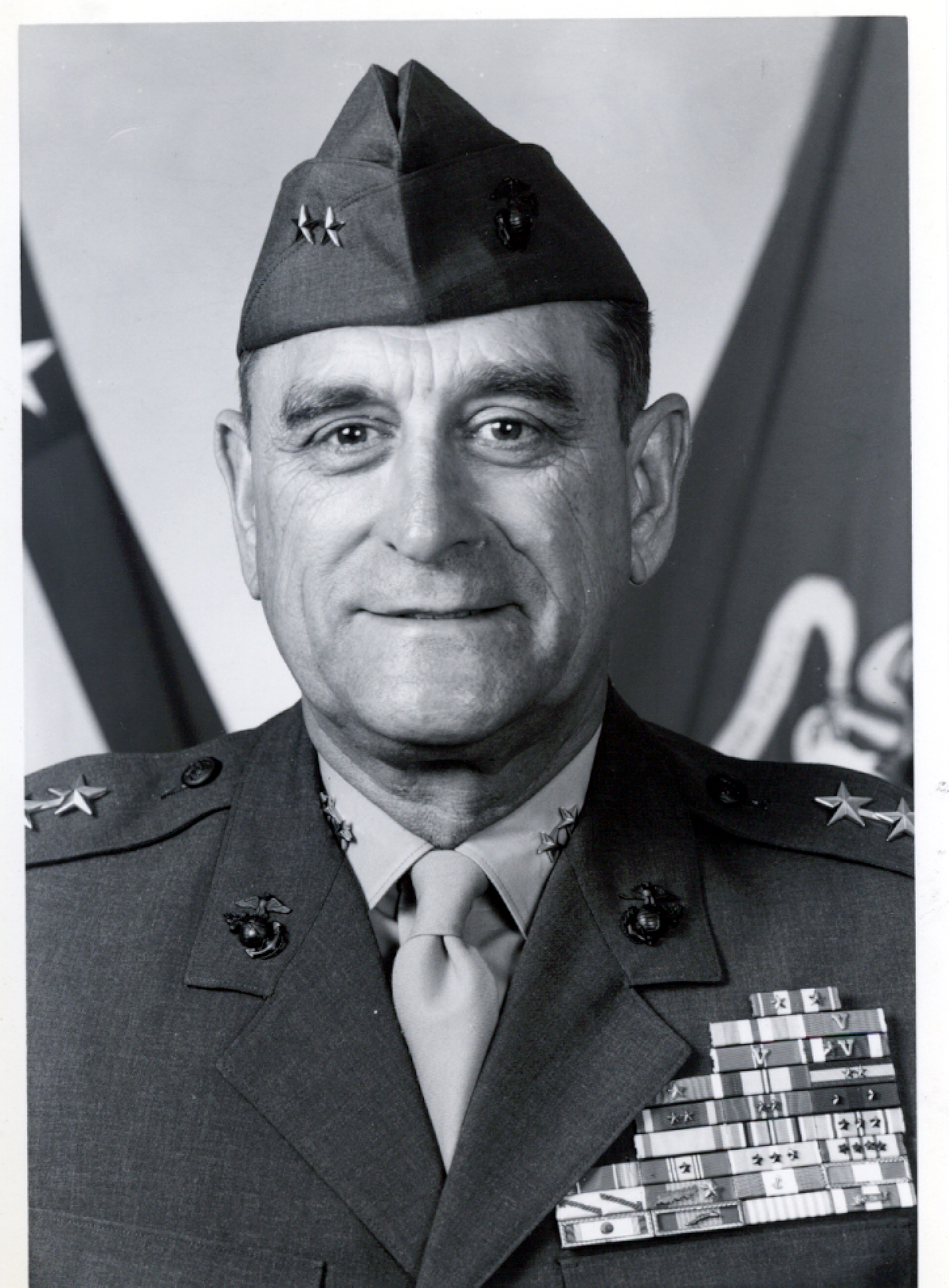
James L. Day

James L. Day (* 5. Oktober 1925; † 28. Oktober 1998 in Cathedral City, Kalifornien) war ein US-amerikanischer Soldat der US Marines. Er wurde 1998 mit der Medal of Honor für seine Verdienste in der Schlacht von Okinawa ausgezeichnet und hatte zuletzt den Dienstrang eines Generalmajors (Major General) inne.

## Laufbahn
James L. Day diente im Zweiten Weltkrieg auf dem östlichen Kriegsschauplatz. Am 14. Mai 1945 nahm er als 19-jähriger Corporal mit seiner Einheit eine Stellung in einem Krater am Sugar Loaf auf Okinawa ein. Er hielt diese Stellung drei Tage, zuletzt verletzt und alleine. 50 Jahre später wurde er hierfür durch Präsident Bill Clinton mit der Medal of Honor ausgezeichnet. James L. Day kommandierte Einheiten im Koreakrieg und im Vietnamkrieg. Er hatte zuletzt den Dienstrang eines Generalmajors inne.
Nach dem Ende seiner Militärzeit war er an der National University in Palm Springs, Kalifornien tätig.

## Ehrungen
James L. Day wurde mit der Medal of Honor, dreimal mit dem Silver Star, einmal mit dem Bronze Star und sechsmal mit dem Purple Heart ausgezeichnet.
Die James L. Day Middle School in Temecula trägt seinen Namen.